# Cyclones d'Iowa State

Cyclones d'Iowa State (en anglais : Iowa State Cyclones) est le nom donné aux athlètes et programmes sportifs du club omnisports universitaire de l'université d'État de l'Iowa située à Ames dans l'État de l'Iowa aux États-Unis.
Les 16 équipes sportives des Cyclones réparties dans 12 sports, tant masculines que féminines, participent aux compétitions universitaires organisées par la National Collegiate Athletic Association en tant que membres de la Big 12 Conference. L'université possède également un programme de hockey sur glace qui est membre fondateur de la Central States Collegiate Hockey League (en) au sein de l'American Collegiate Hockey Association.
La plus fameuse équipe des Cyclones est celle de football américain qui évolue au Jack Trice Stadium, enceinte de 45 814 places inaugurée le 20 septembre 1975.
Les équipes de basket-ball, volley-ball, gymnastique et lutte utilisent le Hilton Coliseum, salle de 14 092 places inaugurée le 2 décembre 1971.

## Sports représentés
| Hommes (7)              | Femmes (11)             |
| ----------------------- | ----------------------- |
| Athlétisme en plein air | Athlétisme en plein air |
| Athlétisme en salle     | Athlétisme en salle     |
| Basketball              | Basketball              |
| Cross country           | Cross country           |
| Football américain      | Football (soccer)       |
| Golf                    | Golf                    |
| Lutte                   | Gymnastique             |
|                         | Natation/Plongeon       |
|                         | Softball                |
|                         | Tennis                  |
|                         | Volley-ball             |

## Origine du nom de l'équipe
Le surnom originel des athlètes et programmes d'Iowa State était les « Cardinals ». Néanmoins, celui-ci sera remplacé dès la saison 1895 par celui de « Cyclones ». Cette année-là, l'Iowa a subi un nombre inhabituellement élevé de cyclones dévastateurs, nom utilisé à l'époque pour désigner en réalité une tornade. Ce phénomène météorologie va influencer le surnom de l'équipe universitaire. En septembre, l'équipe de football américain de l'Iowa Agricultural College (ancienne dénomination de l'université d'État de l'Iowa) bat les Wildcats de Northwestern sur le score de 36 à 0. Le lendemain le Chicago Tribune titre « Struck by a Cyclone: It Comes from Iowa and Devastates Evanston Town » (Frappé par un cyclone : Il est venu de l'Iowa et a dévaste la ville d'Evanston).  L'article commençait ainsi : « Northwestern might as well have tried to play football with an Iowa cyclone as with the Iowa team it met yesterday » (Northwestern aurait tout aussi bien pu essayer de jouer au football américain avec un cyclone de l'Iowa plutôt qu'avec l'équipe d'Iowa rencontrée la veille). Le surnom de cyclone va dès lors devenir celui des programmes sportifs d'Iowa State.

## Couleurs et mascotte
Les couleurs officielles des équipes sportives de l'université sont le cardinal et l'or  .
La mascotte est Cy le Cardinal, créée en 1954. Un cyclone étant jugé difficile à représenter en costume, le cardinal a été choisi en référence aux couleurs de l'école. Un concours a été organisé pour choisir un nom pour la mascotte, et Cy a été choisi comme nom gagnant.

## Rivalité
Les Hawkeyes de l'université de l'Iowasont les rivaux historiques des Cyclones d'Iowa State. Ces deux universités se rencontrent chaque saison pour le trophée dénommé l'Iowa Corn Cy-Hawk (en). Sponsorisée par l'Association des producteurs de maïs de l'Iowa (Iowa Corn Growers Association, cette compétition regroupe tous les matchs de saison régulière disputés entre les deux universités rivales, tous sports confondus.

## Football américain
L'équipe de football américain d'Iowa State joue en NCAA Division I FBS et est membre de sa Conférence Big 12. L'équipe est dirigée par l'entraîneur principal Matt Campbell. Les rencontres ont débuté en 1892, mais ce sport n'est devenu officiel qu'en 1894. En fin de saison 2024, les Cyclones affichent un bilan historique de 512 victoires, 624 défaites et 46 défaites, et un bilan de 3 victoires et 7 défaites en séries éliminatoires.
Les Cyclones jouent leurs matchs à domicile au Jack Trice Stadium. Ce stade porte le nom de Jack Trice (en), un joueur de football américain qui a subi une blessure mortelle lors d'un match pour les Cyclones contre Minnesota en 1923. En 1975, le terrain du stade a été baptisé en l'honneur de Trice, premier athlète afro-américain d'Iowa State et premier athlète de l'université à mourir des suites de blessures subies lors d'une compétition sportive des Cyclones. Jusqu'en 1997, le stade était connu sous le nom de Cyclone Stadium. Suite aux demandes répétées des étudiants, le stade a été rebaptisé Jack Trice Stadium, devenant ainsi le seul stade de la Division I FBS à porter le nom d'un Afro-Américain.
Les rénovations du Jack Trice Stadium ont été achevées avant le début de la saison 2015 de football américain. Parmi les améliorations apportées figurait la Sukup End Zone, un ajout à la zone sud du stade. 3 000 places supplémentaires ont ainsi été ajoutées, portant la capacité totale du stade à 61 500 places.

## Hockey sur glace
L'équipe masculine de hockey sur glace d'Iowa State est techniquement un sport de club, mais fonctionne comme un sport non subventionné. Elle a joué au sein de la Division I de la Central States Collegiate Hockey League (en) de 1979 jusqu'à la dissolution de la conférence en 2024, date à laquelle l'équipe a rejoint le Midwest College Hockey (en), deux conférences membres de l'American Collegiate Hockey Association (ACHA). L'équipe a été finaliste à cinq reprises et a remporté un championnat national de l'ACHA en 1992.
L'équipe féminine de hockey sur glace d'Iowa State évolue en Division II de l'ACHA et a remporté le championnat national en 2014
Les deux équipes s'entrainent et jouent leurs matchs à domicile au Ames/ISU Ice Arena (en).